# Carcharhinus tilstoni
Carcharhinus tilstoni és una espècie de peix de la família dels carcarínids i de l'ordre dels carcariniformes.

## Morfologia
Els mascles poden assolir els 200 cm de longitud total i els 52 kg de pes.

## Distribució geogràfica
Es troba a les costes tropicals d'Austràlia.